# Doxander
Doxander is een geslacht van weekdieren uit de klasse van de slakken (Gastropoda).

## Soorten
- Doxander campbelli (Griffith & Pidgeon, 1834)
- Doxander japonicus (Reeve, 1851)
- Doxander vittatus (Linnaeus, 1758)